# Federico Sforza

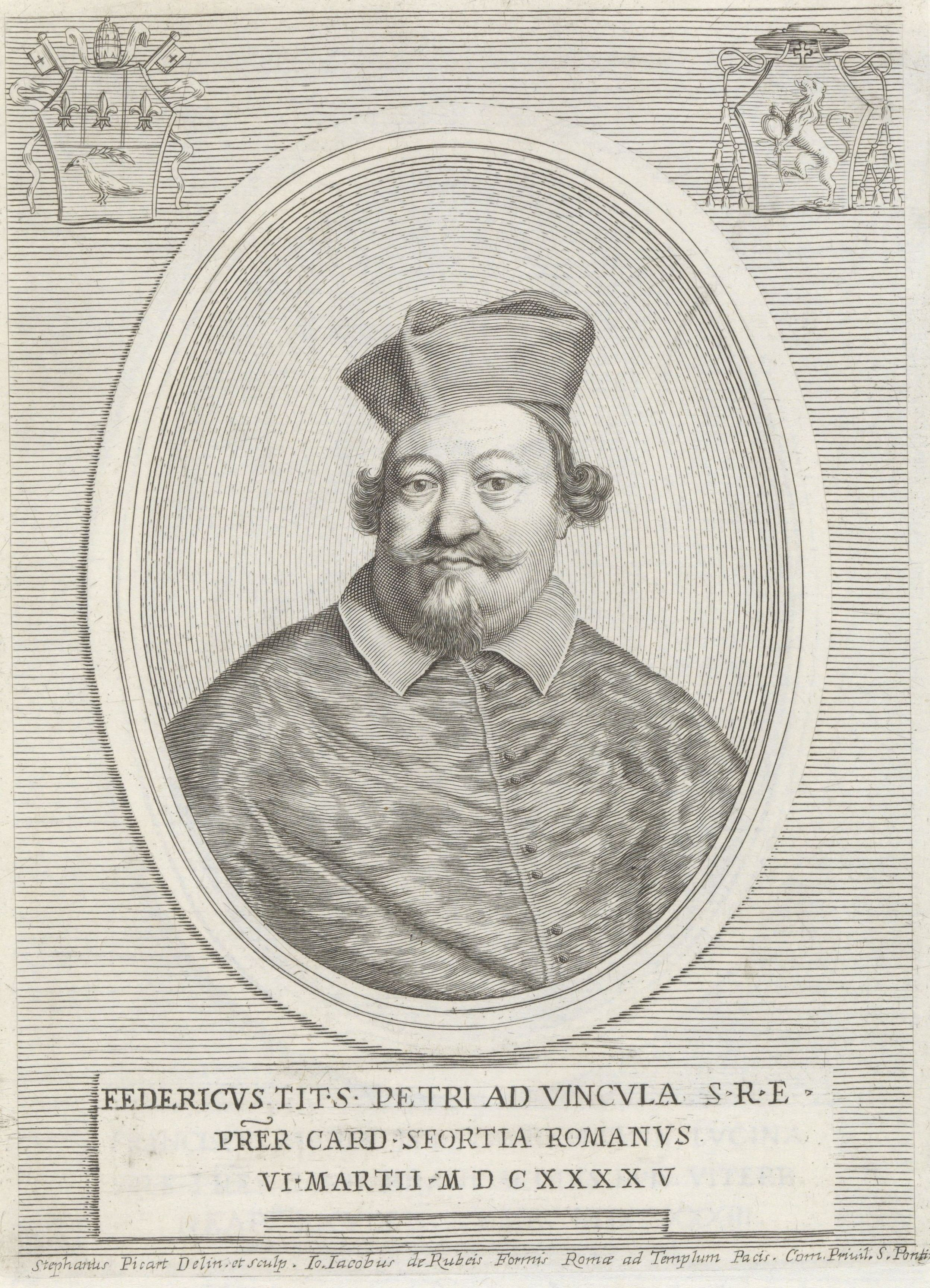
Sforza en una ilustración de 1658.

Federico Sforza (20 de enero de 1603 – 24 de mayo de 1676) fue un cardenal católico italiano.

## Biografía
Sforza nació en 1603. Su padre fue Alessandro Sforza, séptimo conde de Santa Fiora, duque de Segni y príncipe de Valmontone, y su madre Eleonora Orsini. 
En 1623 fue nombrado protonotario participante apostólico. En 1625 fue nombrado gobernador de Terni, y luego de Cesena hasta 1626. Más tarde sirvió como vicelegado en Aviñón entre 1637 y 1645.
El Papa Inocencio X, elegido en 1644 y preocupado por que una casa tan noble como la Sforza pudiera prescindir de un cardenal, decidió que Federico Sforza debía "vestir el púrpura".  De modo que le pidió a Sforza que regresara a Roma, lo elevó a cardenal en 1645  y lo nombró obispo de Rímini, donde sirvió durante 11 años antes de renunciar en 1656.
Sforza participó en el cónclave de 1655, que eligió al Papa Alejandro VII, y luego fue elegido camarlengo del Sagrado Colegio Cardenalicio de 1659 a 1660. Participó en el cónclave de 1667 que eligió al Papa Clemente IX y en el cónclave de 1669-1670 que eligió al Papa Clemente X.
En 1675 fue elegido obispo de Tívoli, pero murió el 24 de mayo del año siguiente. 